# المشارقة (كحلان عفار)

تعديل مصدري - تعديل

المشارقة هي إحدى قرى عزلة الدقيمي بمديرية كحلان عفار التابعة لمحافظة حجة، بلغ تعداد سكانها 860 نسمة حسب تعداد اليمن لعام 2004.